# Филлипс, Лили
Ли́ллиан (Ли́ли) Де́йзи Фи́ллипс (англ. Lillian (Lily) Daisy Phillips; род. 23 июля 2001, Дербишир, Восточный Мидленд, Дербишир) — британская порноактриса и OnlyFans-модель. В конце 2024 года выложила на OnlyFans порно-ролик, в котором занялась сексом со 101 мужчиной, а затем анонсировала планы заняться сексом с 300, а затем и с 1 000 мужчинами за один день. В том же году Джош Питерс, сопровождавший её на первом мероприятии, выложил видео под названием «Я переспала со 100 мужчинами за один день» на свой канал на YouTube. Хотя сам документальный фильм получил похвалу, Филлипс и OnlyFans также подверглись резкой критике за него.
Съёмки её группового секса с 1000 мужчинами были запланированы в США на февраль 2025 года, но отменены из-за опасений депортации. Также она снималась с Бонни Блю и появилась в программе BBC Newsnight.

## Биография

### Ранние годы
Лили Филлипс родилась в Дербишире, Англия, 23 июля 2001 года, и идентифицирует себя как феминистка. Она изучала нутрициологию в Шеффилдском университете, где завела аккаунт в Instagram, а затем бросила учёбу ради работы в секс-индустрии. Когда ни откровенные фотографии, ни сам секс не начали приносить достаточный доход на её OnlyFans, она организовала конкурс, победитель которого получил возможность заняться сексом с ней, и начала снимать индивидуальные видео и принимать звонки от подписчиков. Девушка утверждала, что впервые увидела порнографию в одиннадцать лет и называет своими вдохновителями Райли Рид, Казуми и Анджелу Уайт.

### Карьера

#### I Slept with 100 Men in One Day
В ноябре 2024 года Филлипс объявила, что планирует заняться сексом с 300 мужчинами за один день. Она пригласила YouTube-блогера Джош Питерс задокументировать это. По его словам, мероприятие, снятое в студии в Париже, было отложено на месяц, потому что заявилось больше мужчин, чем ожидалось, и Филлипс решила «сделать всё по-настоящему», чтобы они не кончали до проникновения. В результате, по её словам, во время самого мероприятия в конце 2024 года она занялась сексом со 101 мужчиной. Питерс выложил об этом документальное видео под названием «Я переспала со 100 мужчинами за один день» (англ. «I Slept with 100 Men in One Day»), в котором критиковалась культура OnlyFans и то, как зрители влияют на поведение авторов. Видео стало вирусным и собрало 20 миллионов просмотров менее чем за две недели.

#### Реакция
Хотя видео Питерса получило положительные отзывы за тон и содержание, сам поступок Филлипс подвергся резкой критике. Редактор The Atlantic назвала его «разочаровывающим примером того, как OnlyFans искажает поведение женщин, убеждая их, что их личные границы — товар», а журналистка The Times заявила, что в нём нет ничего «ни эротического, ни феминистского, ни революционного». Некоторые обозреватели сравнили это событие с групповыми изнасилованиями времён войн или тюрем, а участников — с теми, кто стоял в очереди, чтобы изнасиловать Жизель Пелико. Представитель National Center on Sexual Exploitation назвал произошедшее «порнографическим насилием», а другие заявили, что это событие нанесло вред как самой Филлипс, так и женщинам в целом.

### Дальнейшая карьера
В январе 2025 года она анонсировала, что в феврале того же года займётся сексом с 1 000 мужчинами за один день. Мероприятие должно было состояться в США, и местоположение держалось в секрете. Однако оно было отменено, когда пограничная служба уведомила её, что её могут депортировать, если она будет заниматься сексом без надлежащей визы. В том же месяце устроила конкурс на встречу с собой: в конкурсе победил британец Кеннет и пришёл на неё вместе со своей женой, которая ждала его в соседней комнате, пока Лили и Кеннет занимались сексом.
После того как Бонни Блю заявила, что занялась сексом с 1 057 мужчинами за один день — 11 января, Филлипс пригласила мужчин заняться с ней анальным сексом. Эли Куджини из Dazed раскритиковал таблоиды за освещение обеих выходок, а Джо Прайс из Complex отметил, что между Филлипс, Блю и Софи Рейн, по всей видимости, идёт «гонка на выживание» в OnlyFans, где каждая стремится чаще других попадать в вирусные новости.
К февралю Филлипс и Блю регулярно комментировали друг друга в Instagram Stories и подкастах, а также снялись в совместном групповом порно. В том же месяце Филлипс объявила о своей первой беременности, но позже призналась, что это была ложь, и дала интервью Расселу Бренду, который помог ей «защититься». В марте 2025 года Лили и Тиффани Висконсин заявили, что занимались анальным сексом с 50 мужчинами за один день. В апреле она появилась в передаче Newsnight, к тому времени Бренду были предъявлены обвинения в изнасиловании и сексуальных домогательствах. Дитум, выступавшая в том же выпуске Newsnight, охарактеризовала Филлипс как «первую порнозвезду, ставшую именем нарицательным в эпоху пользовательского контента». Хобсон позже раскритиковал BBC за то, что они представили Филлипс как эксперта в вопросах секса, а также Дитум и ведущую программы Викторию Дербишир — за то, что они не стали оспаривать утверждения Филлипс.

## Награды и номинации
| Год  | Награда   | Результат | Категория             |
| ---- | --------- | --------- | --------------------- |
| 2025 | XMA Award | Победа    | Любимая женщина-автор |